# 都々城村
都々城村（つづきむら）は、京都府綴喜郡にあった村。現在の八幡市の南東部、木津川の下流左岸にあたる。

## 地理
- 河川：木津川

## 歴史
- 1889年（明治22年）4月1日 - 町村制の施行により、綴喜郡岩田村・野尻村・上奈良村・下奈良村および八幡荘の一部・久世郡上津屋村の一部（浜上津屋・里上津屋を除く）の区域をもって発足。
- 1954年（昭和29年）10月1日 - 八幡町に編入。同日都々城村廃止。

## 交通

### 道路
- 主要地方道八幡木津線（京都府は認定前）

旧村域に第二京阪道路の八幡東インターチェンジが所在するが、当時は未開通。